# NetREXX
NetREXX es un lenguaje de programación para la máquina virtual Java desarrollado en IBM por Michael Cowlishaw con fuertes influencias de los lenguajes de programación REXX (en cuya familia se considera incluido) y Java.
El compilador NetREXX es una aplicación Java que puede traducir el código fuente NetREXX a código fuente Java, compilarlo a bytecodes Java o interpretarlo directamente.
IBM anunció el 8 de junio de 2011 la transferencia de código fuente de su implementación a la Rexx Language Association (RexxLA). Actualmente pueden descargarse de forma gratuita los binarios y el código fuente.

## Historia
En 1995, Mike Cowlishaw portó Java a OS/2 y poco después empezó un experimento para ejecutar REXX en la máquina virtual Java. La versión 0.50, de abril de 1996, contenía las clases en tiempo de ejecución de NetRexx y un traductor escrito en REXX, pero tokenizado y convertido en un ejecutable de OS/2. La versión 1.00 estuvo disponible en enero de 1997 y contenía un traductor. La versión 2.00 estuvo disponible en agosto de 2000 y fue una actualización mayor, en la que se añadió la ejecución interpretada.
Mike Cowlishaw dejó IBM en marzo de 2010, y el futuro de NetRexx como código abierto fue una incógnita por un tiempo. IBM finalmente anunció la transferencia del código fuente a la Rexx Language Association (RexxLA) el 8 de junio de 2011, 14 años después de la versión 1.0.
El 8 de junio de 2011, IBM liberó el código de NetRexx para la RexxLA bajo la licencia de código abierto ICU. La RexxLA liberó poco después la versión 3.00, a la que le han seguido algunas actualizaciones.